# Dominick Cruz
Dominick Rojelio Cruz (San Diego, 9 maart 1985) is een Amerikaanse MMA-vechter. Hij was van december 2010 tot januari 2014 voor het eerst (en de eerste) wereldkampioen bantamgewicht (tot 61 kilo) bij de UFC en was dat opnieuw van januari 2016 tot december 2016. Cruz was eerder van maart 2010 tot december 2010 wereldkampioen bantamgewicht van de organisatie World Extreme Cagefighting (WEC).

## Carrière
Cruz heeft vanuit zijn jeugd een achtergrond in worstelen. Hij debuteerde in januari 2005 in MMA bij de organisatie Rage in the Cage. Hij versloeg die dag Eddie Castro op basis van een verdeelde jurybeslissing. Cruz bouwde een reeks van zes opeenvolgende zeges op bij Rage in the Cage en breidde die uit naar negen bij Total Combat. Hij debuteerde vervolgens op 24 maart 2007 onder de vlag van World Extreme Cagefighting (WEC), met een titelgevecht tegen regerend WEC-kampioen vedergewicht (tot 66 kilo) Urijah Faber. Die bracht hem die dag zijn eerste nederlaag toe door hem na ruim anderhalve minuut in de eerste ronde te verwurgen (guillotine choke).
Cruz stapte binnen de WEC over naar het bantamgewicht en herpakte zichzelf daarin met een nieuwe reeks overwinningen. Zo werd hij in maart 2010 alsnog WEC-kampioen, maar dan een gewichtsklasse lager. Hij verdedigde zijn titel twee keer, tegen achtereenvolgens Joseph Benavidez (verdeelde jurybeslissing) en Scott Jorgensen. De WEC ging vervolgens op in de UFC en Cruz werd daarmee automatisch UFC-kampioen bantamgewicht. Hij verdedigde zijn herdoopte titel daarna nog twee keer, tegen een inmiddels ook in gewicht gezakte Faber en tegen Demetrious Johnson (beide middels unanieme jurybeslissing).

## The Ultimate Fighter & absentie
Cruz was van maart tot en met mei 2011 coach tijdens het vijftiende seizoen van The Ultimate Fighter. Daarin leidde hij een team dat het opnam tegen een ploeg van Urijah Faber. Na afloop van het seizoen zouden Faber en hij het in juli 2012 voor de derde keer in hun carrières tegen elkaar opnemen, voor de derde keer ook in een titelgevecht. Cruz scheurde twee maanden voor het zover was een kruisband. Het herstel liep uit vanwege complicaties en nadat Cruz ook zijn lies scheurde, deed hij in januari 2014 na 27 maanden inactiviteit afstand van zijn wereldtitel bij de UFC.

## Comeback
Cruz maakte in september 2014 na bijna drie jaar zonder gevecht zijn rentree bij de UFC. Hij sloeg die dag Takeya Mizugaki na ruim een minuut in de eerste ronde knock-out. Daarmee verdiende hij een kans om zijn titel terug te winnen tegen toenmalig regerend kampioen T.J. Dillashaw. Die versloeg hij in januari 2016, doordat twee van de drie juryleden hem na afloop van het gevecht als winnaar aanwezen. Cruz verdedigde zijn herwonnen titel op 4 juni 2016 voor de eerste keer door middels een unanieme jurybeslissing te winnen van Faber, de man die hem in 2007 als enige ooit versloeg.
Cruz verloor zijn UFC-titel op 30 december 2016 voor de tweede keer, voor het eerst in een gevecht. De op dat moment nog ongeslagen Cody Garbrandt versloeg ook hem. De twee bleven allebei vijf de volle vijf ronden van vijf minuten op de been, waarna de jury Garbrandt unaniem als winnaar aanwees.
Cruz keerde op 9 mei 2020 terug in het co-main event van 'UFC 249: Ferguson vs Geathje'. Hij nam het op tegen destijds vlieg- en bantamgewichtkampioen Henry Cejudo om de titel te heroveren. Hij verloor het gevecht door TKO aan het einde van de tweede ronde. Op 6 maart 2020 stapte Cruz weer in de kooi om deel te nemen aan 'UFC 259: Blachowicz vs Adesanya'. Cruz nam het op tegen Casey Kenney in een partij in het bantamgewicht. Dit was de eerste keer in zes jaar dat Cruz niet voor een titel streed. Cruz won het gevecht via een verdeelde beslissing.  

## Resultaten
| Resultaat | Record | Tegenstander       | Methode                         | Wedstrijd                           | Datum      | Ronde | Tijd | Noten                                                                  |
| --------- | ------ | ------------------ | ------------------------------- | ----------------------------------- | ---------- | ----- | ---- | ---------------------------------------------------------------------- |
| Verlies   | 24-4   | Marlon Vera        | Knock-out                       | UFC on ESPN: Vera vs. Cruz          | 13-8-2022  | 4     | 2:17 |                                                                        |
| Winst     | 24-3   | Pedro Munhoz       | Jurybeslissing (unaniem)        | UFC 269                             | 11-12-2021 | 3     | 5:00 | Gevecht van de avond                                                   |
| Winst     | 23-3   | Casey Kenny        | Jurybeslissing (verdeeld)       | UFC 259                             | 6-3-2021   | 3     | 5:00 |                                                                        |
| Verlies   | 22-3   | Henry Cejudo       | TKO                             | UFC 249                             | 9-5-2020   | 2     | 4.58 | Verlies titelgevecht UFC bantamgewicht                                 |
| Verlies   | 22–2   | Cody Garbrandt     | Jurybeslissing (unaniem)        | UFC 207                             | 30-12-2016 | 5     | 5.00 | Verlies titel UFC bantamgewicht                                        |
| Winst     | 22–1   | Urijah Faber       | Jurybeslissing (unaniem)        | UFC 199                             | 4-6-2016   | 5     | 5.00 | Verdediging titel UFC bantamgewicht                                    |
| Winst     | 21–1   | T.J. Dillashaw     | Jurybeslissing (verdeeld)       | UFC Fight Night: Dillashaw vs. Cruz | 17-1-2016  | 5     | 5.00 | Kampioen UFC bantamgewicht                                             |
| Winst     | 20–1   | Takeya Mizugaki    | Knock-out                       | UFC 178                             | 27-9-2014  | 1     | 1.01 |                                                                        |
| Winst     | 19-1   | Demetrious Johnson | Jurybeslissing (unaniem)        | UFC Live: Cruz vs. Johnson          | 1-10-2011  | 5     | 5.00 | Verdediging titel UFC bantamgewicht                                    |
| Winst     | 18–1   | Urijah Faber       | Jurybeslissing (unaniem)        | UFC 132                             | 2-7-2011   | 5     | 5.00 | Verdediging titel UFC bantamgewicht                                    |
| Winst     | 17–1   | Scott Jorgensen    | Jurybeslissing (unaniem)        | WEC 53                              | 16-12-2010 | 5     | 5.00 | Verdediging titel WEC bantamgewicht, eerste kampioen UFC bantamgewicht |
| Winst     | 16–1   | Joseph Benavidez   | Jurybeslissing (verdeeld)       | WEC 50                              | 18-8-2010  | 5     | 5.00 | Verdediging titel WEC bantamgewicht                                    |
| Winst     | 15–1   | Brian Bowles       | Technische knock-out            | WEC 47                              | 6-3-2010   | 2     | 5.00 | Kampioen WEC bantamgewicht                                             |
| Winst     | 14–1   | Joseph Benavidez   | Jurybeslissing (unaniem)        | WEC 42                              | 9-8-2009   | 3     | 5.00 |                                                                        |
| Winst     | 13–1   | Iván López         | Technische beslissing (unaniem) | WEC 40                              | 5-4-2009   | 3     | 3.24 | López kon niet verder na een onbedoelde verboden actie van Cruz        |
| Winst     | 12–1   | Ian McCall         | Jurybeslissing (unaniem)        | WEC 38                              | 25-1-2009  | 3     | 5.00 |                                                                        |
| Winst     | 11–1   | Charlie Valencia   | Jurybeslissing (unaniem)        | WEC 34                              | 1-6-2008   | 3     | 5.00 | Debuut bantamgewicht                                                   |
| Winst     | 10–1   | Kenneth Aimes      | Knock-out                       | Total Combat 27                     | 22-3-2008  | 1     | N.B. |                                                                        |
| Verlies   | 9–1    | Urijah Faber       | Submissie                       | WEC 26                              | 24-3-2007  | 1     | 1.38 | Titelgevecht WEC vedergewicht                                          |
| Winst     | 9–0    | Shad Smith         | Jurybeslissing (unaniem)        | Total Combat 18                     | 4-11-2006  | 3     | 5.00 | Debuut & Kampioen Total Combat lichtgewicht                            |
| Winst     | 8–0    | Juan Miranda       | Submissie                       | Total Combat 16                     | 9-9-2006   | 1     | 4.00 | Kampioen Total Combat lichtgewicht                                     |
| Winst     | 7–0    | Dave Hisquierdo    | Jurybeslissing (verdeeld)       | Total Combat 15                     | 15-7-2006  | 3     | 5.00 |                                                                        |
| Winst     | 6–0    | Michael Barney     | Technische knock-out            | Rage in the Cage 79                 | 24-2-2006  | 1     | 2.45 |                                                                        |
| Winst     | 5–0    | Nick Hedrick       | Jurybeslissing (unaniem)        | Rage in the Cage 75                 | 30-9-2005  | 3     | 3.00 |                                                                        |
| Winst     | 4–0    | Josh Donahue       | Technische knock-out            | Rage in the Cage 74                 | 10-9-2005  | 2     | 1.09 |                                                                        |
| Winst     | 3–0    | Tom Schwager       | Technische knock-out            | Rage in the Cage 73                 | 6-8-2005   | 1     | 0.56 |                                                                        |
| Winst     | 2–0    | Rosco McClellan    | Technische knock-out            | Rage in the Cage 70                 | 11-6-2005  | 2     | 1.26 |                                                                        |
| Winst     | 1–0    | Eddie Castro       | Jurybeslissing (verdeeld)       | Rage in the Cage 67                 | 29-1-2005  | 3     | 3.00 |                                                                        |